# Vranovice (district de Brno-Campagne)
Pour les articles homonymes, voir Vranovice.
Vranovice (en allemand : Branowitz) est une commune du district de Brno-Campagne, dans la région de Moravie-du-Sud, en République tchèque. Sa population s'élevait à 2 417 habitants en 2020.

## Géographie
Vranovice se trouve à 7 km à l'est-sud-est de Pohořelice, à 26 km au sud de Brno et à 200 km au sud-est de Prague.
La commune est limitée par Žabčice et Přísnotice au nord, par Uherčice à l'est, par Pouzdřany et Ivaň au sud, et par Přibice à l'ouest.

## Histoire
La première mention écrite de la localité date de 1257.